# Denis Mena
Denis Mena (Medellín, Antioquia, Colombia; 26 de agosto de 1996) es un futbolista colombiano. Juega como mediocampista y actualmente milita en el Envigado Fútbol Club de la Categoría Primera A colombiana.
Surgió de las divisiones menores del Deportivo Independiente Medellín, pero su debut en el balompié de mayores fue con él cuadro tunjano Boyacá Chicó.

## Clubes
| Club                             | País     | Año             |
| -------------------------------- | -------- | --------------- |
| Deportivo Independiente Medellín | Colombia | 2014 - 2016     |
| Boyacá Chicó                     | Colombia | 2017 - 2018     |
| Leones                           | Colombia | 2019 - 2020     |
| Envigado F. C.                   | Colombia | 2021 - Presente |

## Estadísticas
| Club                    | Temporada           | Liga  | Liga  | Copa Nacional | Copa Nacional | Copa Internacional | Copa Internacional | Total | Total | Prom. · |
| Club                    | Temporada           | Part. | Goles | Part.         | Goles         | Part.              | Goles              | Part. | Goles | Prom. · |
| ----------------------- | ------------------- | ----- | ----- | ------------- | ------------- | ------------------ | ------------------ | ----- | ----- | ------- |
| Boyacá Chicó · Colombia |                     |       |       |               |               |                    |                    |       |       |         |
| 2017                    | 22                  | 1     | 4     | 0             | -             | -                  | 26                 | 1     | 0,04  |         |
| 2018                    | 0                   | 0     | 0     | 0             | -             | -                  | 0                  | 0     | 0,00  |         |
| Total                   | 22                  | 1     | 4     | 0             | 0             | 0                  | 26                 | 1     | 0,04  |         |
| Total en su carrera     | Total en su carrera | 22    | 1     | 4             | 0             | 0                  | 0                  | 26    | 1     | 0,04    |

## Palmarés

### Campeonatos nacionales
| Título    | Club         | País     | Año  |
| --------- | ------------ | -------- | ---- |
| Primera B | Boyacá Chicó | Colombia | 2017 |